# Eilema unicolora
Eilema unicolora är en fjärilsart som beskrevs av Achille Guenée 1861. Eilema unicolora ingår i släktet Eilema och familjen björnspinnare. Inga underarter finns listade i Catalogue of Life.